# توم كالندر
توم كالندر (بالإنجليزية: Tom Callender)‏ (20 سبتمبر 1920 في المملكة المتحدة - 25 فبراير 2002 في المملكة المتحدة) هو لاعب كرة قدم بريطاني (وحمل سابقاً جنسية المملكة المتحدة لبريطانيا العظمى وأيرلندا) في مركز قلب الدفاع. لعب مع نادي غيتزهد ولينكولن سيتي أف سي.

## وصلات خارجية
- توم كالندر على موقع قاعدة بيانات كرة القدم.إي يو (الإنجليزية)